# Bruno Saby
Bruno Saby (Grenoble, 22 de febrer de 1949) és un pilot de ral·lis francès, guanyador del Ral·li Dakar de 1993 amb un Mitsubishi Pajero, del Campionat de França de Ral·lis de 1981 amb un Renault 5 Turbo i del Campionat de França de Ral·lis de Terra de 1990 i 1991 amb un Lancia Delta Integrale 16V.

## Trajectòria
Saby, que va començar la seva carrera com pilot l'any 1967, ha estat campió del seu país de ral·lis en diverses categories. Principalment disputà el Campionat de França de Ral·lis, aconseguint la victòria absoluta l'any 1981 amb un Renault 5 Turbo. També disputà proves del Campionat d'Europa de Ral·lis.
L'any 1973 disputa per primera vegada una prova del Campionat Mundial de Ral·lis, al disputar el Ral·li de Monte-Carlo amb un Renault 12 Gordini. Malgrat que anirà disputant diversos ral·lis del Mundial de forma puntual amb alguns resultats destacats, no serà fins al 1985 que s'incorpora a un equip oficial d'aquest, concretament al Peugeot Talbot Sport amb un Peugeot 205 Turbo 16.
L'any 1986 aconsegueix la seva primera victòria al Mundial al guanyar amb un Peugeot 205 Turbo 16 E2 el Tour de Còrsega, una victòria poc celebrada degut a que aquest ral·li passà a la història pel tràgic accident mortal de Henri Toivonen i Sergio Cresto que posà fi a la era dels Grup B.
L'any 1987 Saby fitxa per l'equip Martini Lancia, amb el que aconseguiria la seva segona victòria al Mundial, al imposar-se amb un Lancia Delta HF 4WD al Ral·li de Monte-Carlo.
Posteriorment tornà a centrar-se en el Campionat de França de Ral·lis, aconseguint el subcampionat els anys 1989 i 1990, així com el títol en el Campionat de França de Ral·lis de Terra de 1990 i 1991, aquests dos amb un Lancia Delta Integrale 16V.
A mitjans dels 90, Saby canvia d'especialitat i comença a competir en raids de la mà de Mitsubishi, aconseguint la victòria en el París-Dakar de l'any 1993 amb un Mitsubishi Pajero, any on també guanyaria la Baja Aragón. L'any 1996 tindrà un espectacular accident al Ral·li Dakar. Posteriorment, amb l'equip Volkswagen, guanyaria l'any 2005 la Copa del Món de Ral·li-Raid amb un Volkswagen Touareg.

## Victòries al WRC
| # | Ral·li                | Any  | Copilot                 | Vehicle                 |
| - | --------------------- | ---- | ----------------------- | ----------------------- |
| 1 | Tour de Còrsega       | 1986 | Jean-François Fauchille | Peugeot 205 Turbo 16 E2 |
| 2 | Ral·li de Monte-Carlo | 1988 | Jean-François Fauchille | Lancia Delta HF 4WD     |